# دبليو دبليو إي تو كي 20
دبليو دبليو إي تو كي 20 (بالإنجليزية: WWE 2K20)‏ هي لعبة فيديو من نوع رياضة المصارعة الحرة، طورتها فيجوال كونسبتس ونشرتها تو كاي سبورتس، صدرت في جميع أنحاء العالم في 22 أكتوبر 2019، وتعمل على منصات بلاي ستيشن 4، إكس بوكس ون ومايكروسوفت ويندوز.

## الأجزاء
اللعبة الحادية والعشرون في سلسلة ألعاب دبليو دبليو إي (السابعة تحت شعار دبليو دبليو إي تو كي)، الجزء السابق كان دبليو دبليو إي تو كي 19.

## القصة
سوف تدور القصة حول أربعة إناث من دبليو دبليو إي (بايلي، شارلوت فلير، ساشا بانكس، بيكي لينش)، ستعرض دبليو دبليو إي تو كي 20 طور القصة للإناث إلى جانب قصتها الذكورية، وهي الأولى من نوعها في تاريخ السلسلة.